# 小窄洞菌科
小窄洞菌科为盘菌目的一科真菌。

## 下属分类
小窄洞菌属 Karstenella
- - Karstenella vernalis Harmaja